# دييغو لوبيز غاريدو
دييغو لوبيز غاريدو (بالإسبانية: Diego López Garrido)‏ هو محامي واقتصادي وسياسي إسباني، ولد في 8 سبتمبر 1947 في مدريد في إسبانيا. حزبياً، نشط في اليسار المتحد ‏ وحزب العمال الاشتراكي الإسباني.

## مناصب
- في الانتخابات العمومية الإسبانية 2011 [الإنجليزية]‏، انتخب عضو مجلس النواب الإسباني  [لغات أخرى]‏ عن دائرة مدريد [الإنجليزية]‏ خلال فترته النيابية  [لغات أخرى]‏ (7 ديسمبر 2011 – 13 يناير 2016).
- في الانتخابات العمومية الإسبانية 2008 [الإنجليزية]‏، انتخب عضو مجلس النواب الإسباني  [لغات أخرى]‏ عن دائرة مدريد [الإنجليزية]‏ خلال فترته النيابية  [لغات أخرى]‏ (27 مارس 2008 – 22 أبريل 2008).
- في الانتخابات العمومية الإسبانية 2004 [الإنجليزية]‏، انتخب عضو مجلس النواب الإسباني  [لغات أخرى]‏ عن دائرة مدريد [الإنجليزية]‏ خلال فترته النيابية  [لغات أخرى]‏ (24 مارس 2004 – 1 أبريل 2008).
- في الانتخابات العمومية الإسبانية 2000 [الإنجليزية]‏، انتخب عضو مجلس النواب الإسباني  [لغات أخرى]‏ عن دائرة مدريد [الإنجليزية]‏ خلال فترته النيابية  [لغات أخرى]‏ ( – 2 أبريل 2004).
- في الانتخابات العمومية الإسبانية 1996 [الإنجليزية]‏، انتخب عضو مجلس النواب الإسباني  [لغات أخرى]‏ عن دائرة مدريد [الإنجليزية]‏ خلال فترته النيابية  [لغات أخرى]‏ (22 يونيو 1999 – ).
- في الانتخابات العمومية الإسبانية 1993 [الإنجليزية]‏، انتخب عضو مجلس النواب الإسباني  [لغات أخرى]‏ عن دائرة مدريد [الإنجليزية]‏ خلال فترته النيابية  [لغات أخرى]‏ (23 يونيو 1993 – 27 مارس 1996).
- انتخب كاتب دولة [الإنجليزية]‏.

## روابط خارجية
- دييغو لوبيز غاريدو على موقع IMDb (الإنجليزية)